# 通济渠郑州段
通济渠郑州段，又称大运河郑州段，位于中华人民共和国河南省郑州市惠济区，为隋唐大运河通济渠在郑州市的遗存部分，由通济渠索须河段和通济渠惠济桥段组成，全长约20千米。
通济渠郑州段是通济渠仅存的两段河道之一，反映了大运河的走向，其考古发现解释了早期大运河的形态和规模，以及通济渠与黄河之间的关系。在2014年第38届世界遗产大会上，通济渠郑州段作为大运河的一个组成部分被列入世界文化遗产。

## 历史
通济渠郑州段的前身为战国时期开凿的鸿沟的一段，隋朝时凿通济渠，唐、宋时期称做汴河。该段运河在隋朝至北宋期间为大运河的重要部分，商贾云集，使郑州一时成为重要的水陆交通枢纽。南宋以后，因为人为破坏和黄河的泛滥，该段运河逐渐淤积。元至正十一年（1351年），工部尚书贾鲁治理黄河，疏通漕运，运河方恢复通航，并在明清时期对促进区域经济发展起到了重要作用。清末以后，因黄河泛滥导致河道淤塞，运河逐渐废弃，不再通航使用。

## 组成部分
通济渠郑州段由通济渠索须河段和通济渠惠济桥段两部分组成。

### 通济渠索须河段
通济渠索须河段是索须河的一部分，目前为郑州市区北部的城市泄洪排涝和景观河道。该段西起丰硕桥，东至索须河汇入贾鲁河处，呈西-东走西，全长约16千米。该段河床宽200-300米，两岸有河堤，堤底宽20米以上，顶宽约7米。

### 通济渠惠济桥段
通济渠惠济桥段北起东孙庄村东侧的黄河大堤处，南至索须河段丰硕桥，全长约4千米，原为汴河故道，用以引黄河水入渠。尽管黄河多次泛滥淹没汴河故道，但该段河道在元末之前仍被作为区域性的航道而疏浚，至明清时期逐渐淤积废弃。目前除惠济桥处尚保留一段河道外，其余部分的河道与河堤均已埋于地下。经考古调查和局部试掘，该段埋于地下的运河故道宽150至220米，河道两侧断续保留有河堤，堤底宽8至12米，顶宽4至6米。
该段河道上现存有惠济桥，该桥始建于隋唐时期，为郑州最古老的石拱桥。现有桥梁为东西走向的明代三孔拱桥，桥身由青石砌成，长40余米，宽约5米。

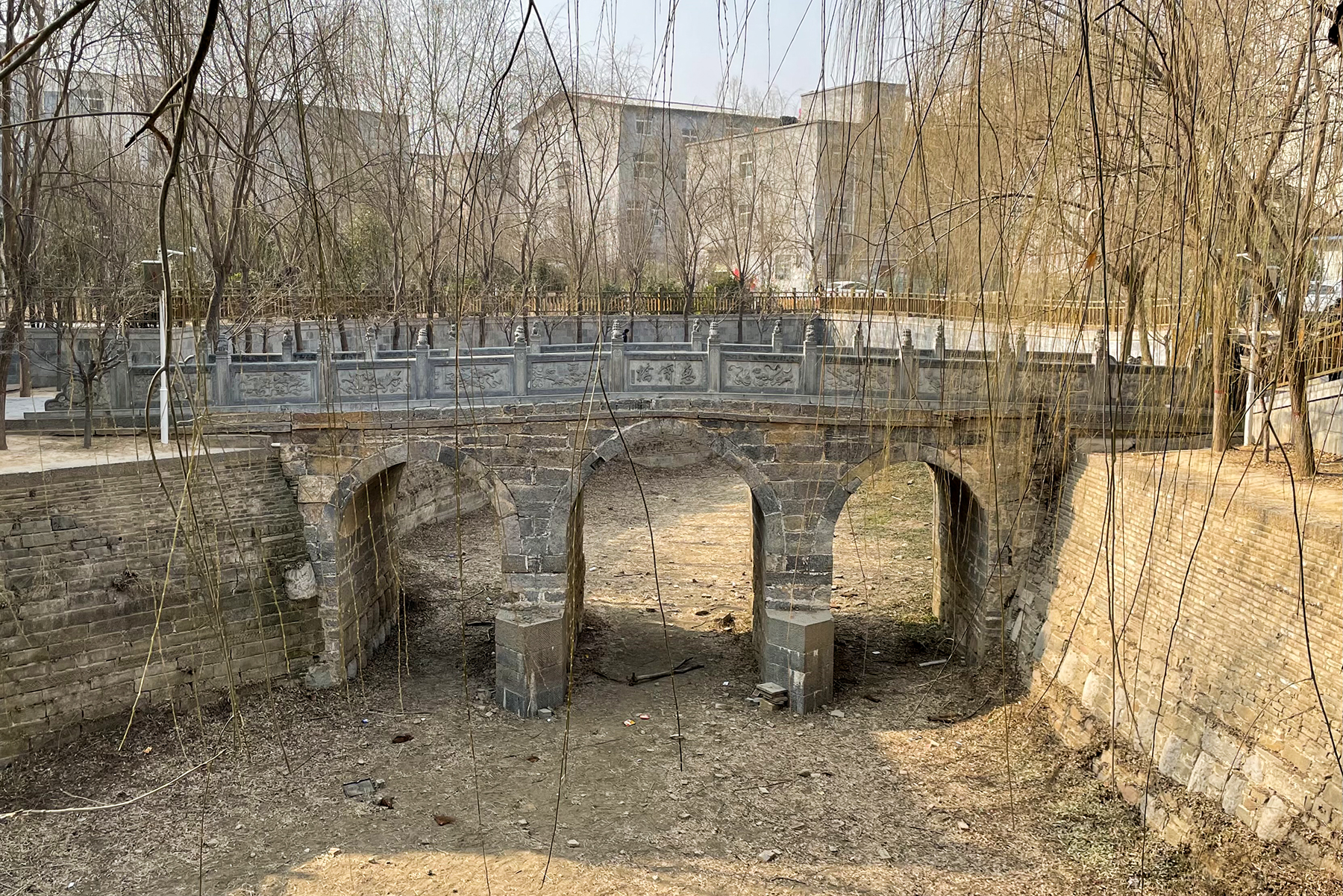
惠济桥
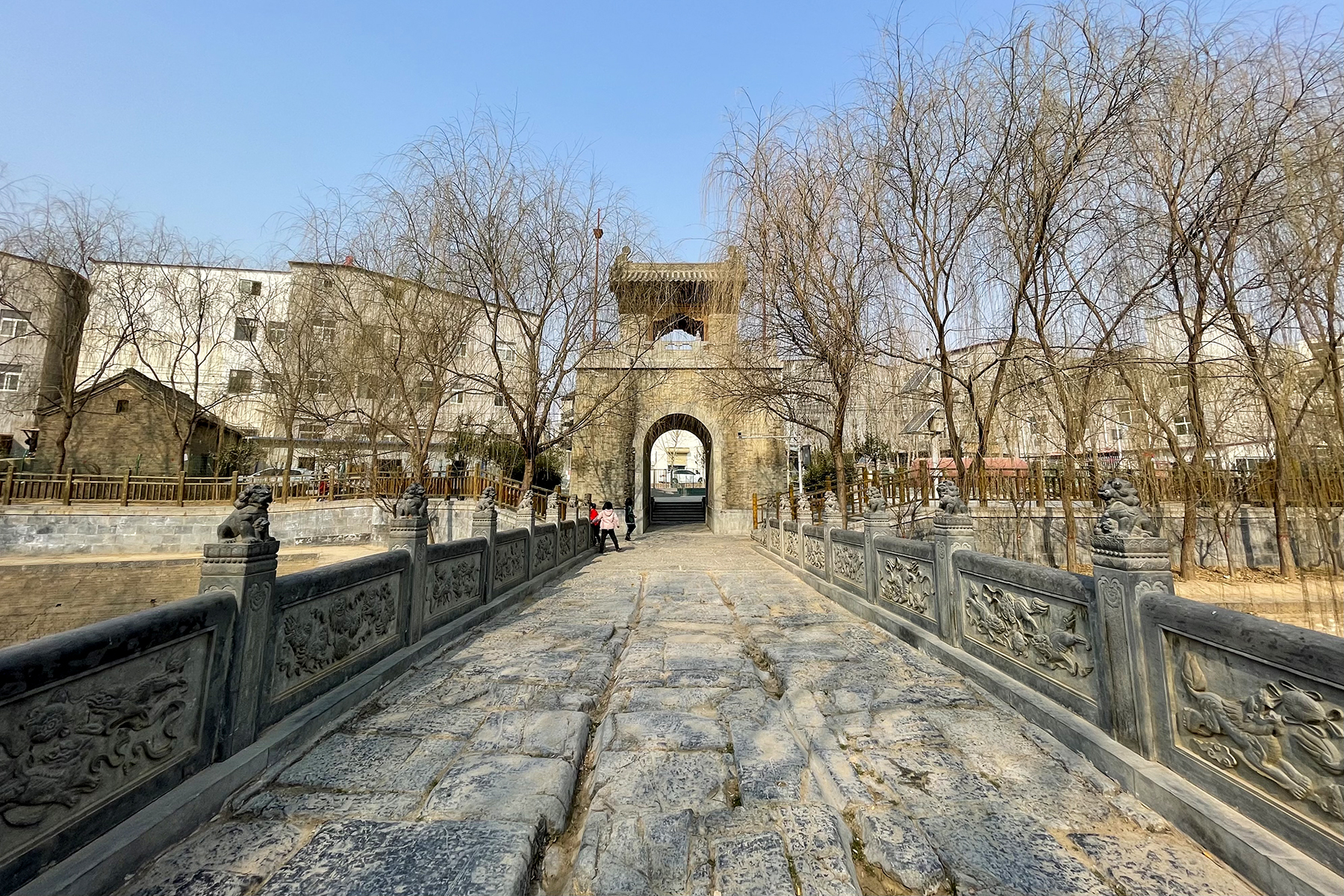
惠济桥桥面